# Georges Amoudruz
Pour les articles homonymes, voir Amoudruz.
Georges Amoudruz, né à Genève en 1900 et mort en 1975, est surnommé le « père de la spéléologie suisse ».
Il a rassemblé des objets et des livres qui sont considérés comme l'une des plus importantes collections d'ethnologie sur les Alpes.

## Biographie
Vidangeur de métier, il gère une entreprise familiale de débouchage de tuyauteries à Genève. Cependant, il s'investit aussi dans différents domaines sportifs ou scientifiques.

### spéléologie
Dès 1917, il s'intéressa aux grottes, visitant et explora la plupart des cavernes du Salève, en Haute-Savoie. En particulier, de 1927 à 1932, il s'intéressa avec plusieurs amis à la grotte de la Diau située sous le Parmelan.
Durant les vacances d'été, plusieurs excursions dans la région du Vigan lui permirent de visiter l'évent de Rognès, jusqu'alors inconnu. C'est à cette époque que Georges Amoudruz fit la connaissance de Robert de Joly qui devint un ami et avec qui il réalisa plusieurs explorations en 1936 et 1938.
En 1932, le club des Boueux auquel il appartenait avec Émile Buri, explorait la grotte de Mégevette (Haute-Savoie), puis le gouffre du Diable et le gouffre de Monnetier au Salève, la grotte de Bange (Savoie) et la grotte de Balme (Haute-Savoie). Ensemble, ils explorèrent également de nombreux gouffres dans le haut Chablais, dont la grotte du Baré. Ils découvrirent et explorèrent de nombreuses cavités du massif du Jura méridional et notamment le gouffre de la Morgne près de Lompnas.
Avec une brigade de l'armée suisse, il fonda en 1939 la Société suisse de spéléologie et explora de nombreuses cavités dans les préalpes calcaires vaudoises et valaisannes.

### Ethnologie
Grand collectionneur alpin, il a regroupé plus de 8 000 objets dans un fonds conservé au Musée d'ethnographie de Genève qui a été baptisé par la suite en son hommage le « fond Georges Amoudruz ». De son vivant, il constitua également une bibliothèque de plus de 6 000 titres. Le Musée d'ethnographie de Genève poursuit l'analyse de cette importante collection, en particulier du premier « terrain » d'Amoudruz dans le village de Vercorin au début des années 1930.

## Publications
- L'Arche perdue, Sierre, Monographic, 1988[8]